# Okręg Perpignan
Okręg Perpignan (fr. Arrondissement de Perpignan) – okręg w południowej Francji. Populacja wynosi 329 tysięcy.

## Podział administracyjny
W skład okręgu wchodzą następujące kantony:
- Canet-en-Roussillon,
- Elne,
- La Côte Radieuse,
- Latour-de-France,
- Millas,
- Perpignan-1,
- Perpignan-2,
- Perpignan-3,
- Perpignan-4,
- Perpignan-5,
- Perpignan-6,
- Perpignan-7,
- Perpignan-8,
- Perpignan-9,
- Rivesaltes,
- Saint-Estève,
- Saint-Laurent-de-la-Salanque,
- Saint-Paul-de-Fenouillet,
- Thuir,
- Toulouges.